# Federico I Abbatelli
Federico Abbatelli Chiaramonte, conte di Cammarata (prima metà del XV secolo – dopo il 1479), è stato un nobile, politico e militare italiano del XV secolo.

## Biografia
Nacque presumibilmente nella prima metà del XV secolo, da Giovanni, I barone di Cefalà, e dalla di lui prima consorte la nobildonna Eleonora Chiaramonte Ventimiglia dei Conti di Modica, di cui era figlio primogenito. Erede della terra di Cammarata, pur essendo ancora di proprietà del padre, nel 1451 ebbe investitura del titolo di I conte di Cammarata dal re Alfonso V d'Aragona. Del medesimo feudo acquisì possesso alla morte del genitore per investitura ottenuta il 25 settembre 1453.
Esponente di rilievo dell'aristocrazia siciliana, fu capitano di giustizia di Palermo nel 1433, ambasciatore del Regno di Sicilia presso il Re Alfonso nel 1446 e 1456, pretore di Palermo nel 1460, Vicario generale del Regno nel 1472, e Gran camerlengo nel 1479. Nel 1478, la Contea di Cammarata passò al figlio Giovanni Francesco. Ignote sono la data e il luogo di morte.

### Matrimoni e discendenza
Federico Abbatelli Chiaramonte, I conte di Cammarata, sposò una dama di Casa de Luna, di cui ignoto è il nome di battesimo, e da cui ebbe due figli:
- Giovanna, che fu moglie di Gaspare Montaperto degli Uberti, barone di Raffadali;
- Giovanni Francesco, II conte di Cammarata, che sposò in prime nozze una Cardona da cui ebbe un figlio, Antonio, ed in seconde la nobildonna Diana Ventimiglia, figlia di Giovanni Giacomo, barone di Sambuca, da cui ebbe un figlio, Federico.